# Rouvres-sous-Meilly
Rouvres-sous-Meilly är en kommun i departementet Côte-d'Or i regionen Bourgogne-Franche-Comté i östra Frankrike. Kommunen ligger i kantonen Pouilly-en-Auxois som tillhör arrondissementet Beaune. År 2022 hade Rouvres-sous-Meilly 85 invånare.

## Befolkningsutveckling
Antalet invånare i kommunen Rouvres-sous-Meilly
Referens:INSEE